# Митаевка
Митае́вка (укр. Митаївка) — село в Медвинской сельской общине Белоцерковского района Киевской области Украины.

## География
Село находится на юге Киевской области, расположено на реке Боярке, левом притоке Гнилого Тикича. Занимает площадь 1,7 км².

## История
Село было основано в середине XVIII в.
Ранее правобережная часть села называлось «Долгая Гребля», а левобережная «Мотяговка» (было ещё название «Мохны-Румейковка»).
Село вошло в состав Российской Империи в 1792 году после второго раздела Речи Посполитой. Оно принадлежало графам Браницким (герба Корчака) и относилось к Боярской волости Звенигородского уезда Киевской губернии. Приходская церковь находилась в селе Боярка.
В 1958 году в состав села включено село Долгая Гребля

## Население
Численность населения Митаевки по переписи 2001 года составляла 350 человек. По данным на 01.01.2025 года составляет 221 человек.